# Viola Wills
Viola Mae Wilkerson (Watts, 30 december 1939 - Phoenix (Arizona), 6 mei 2009), beter bekend onder haar artiestennaam Viola Wills, was een Amerikaans popzangeres.

## Achtergrond
Wills was gehuwd en moeder van zes kinderen, toen Barry White haar in 1965 ontdekte. Zij werd achtergrondzangeres bij onder meer Joe Cocker en Smokey Robinson.

## Doorbraak in 1979

#### Discohits
Haar doorbraak als solozangeres kwam rond haar veertigste in 1979 toen ze onder contract stond bij het Duitse Hansa label. Met een cover van Gonna Get Along Without Ya Now van The Wayne Sisters bereikte ze vele landen. In 1980 volgde ook internationaal succes voor de single Up on the roof dat in Nederland echter geen hit werd. Het was het begin van een rij dancehits die haar de titel van "disco diva" opleverden. Andere hits waren covers van Both Sides Now en If you could read my mind ( laatst genoemde werd haar tweede grote hit in Nederland). Haar dancehits waren zeer populair in het homocircuit. In de jaren 1980 ontwikkelde zij haar eigen muziekstijl, "jazzspel", een combinatie van jazz en gospel.

#### Albums
Wills heeft haar populariteit te danken aan haar enkele grote discohits. Die zijn echte klassiekers  geworden. Op haar albums uit die tijd staat ook muziek die dichter bij de oorsprong, Soul, ligt. In Nederland werd het album If you could read my mind uit 1980 waar haar grootste hits op staan nog redelijk verkocht: vijf weken in de lijst met als hoogste notering nr. 31. In Australië kwam het niet hoger dan nr. 79. In The UK wist echter geen enkel album de lijst te bereiken.

## Kortstondig verblijf in Nederland
In 1990 verbleef ze enige tijd in Nederland en woonde ze op kamers in Wageningen. Lokale televisie-omroep 'Meborah' maakte een interview met de zangeres waarin ze nadrukkelijk weigerde over haar oude successen te praten.
Wills werd 69 jaar. Ze stierf in 2009 aan kanker.

## NPO Radio 2 Top 2000
Van Viola Wills stond alleen If You Could Read My Mind in 2000 in de NPO Radio 2 Top 2000, op plek 1778.